# تریکوناسانا
Trikonasana یا Utthita Trikonasana (سانسکریت: उत्थित त्रिकोणासन ; IAST: utthita trikoṇāsana)، حرکت مثلث یک آسانا ایستاده در یوگای مدرن به عنوان ورزش است. 

## ریشه‌شناسی
این نام از کلمات سانسکریت utthita (उत्थित)، «بسط یافته»، trikoṇa (त्रिकोण) «مثلث»، و āsana (आसन) «حالت» گرفته شده‌است. تری به معنای «سه» و کونا به معنی «زاویه» است.
این حرکت برای اولین بار در قرن بیستم مطرح شد و در آموزش‌های Tirumalai Krishnamacharya، و کتاب «Yoga Makaranda» درج گردیده است. 

## شرح

تریکوناسانا

با پاهای کاملاً باز، راست ایستاده و کف پای راست نود درجه و کف پای چپ شصت درجه نسبت به خط میانی بدن چرخیده، با دم عمیق دست‌ها در دو سوی بدن بالا رفته و موازی با زمین و در امتداد شانه‌ها کشیده می‌شود.
تریکوناسانا در دو قسمت رو به چپ و سپس رو به راست انجام می‌شود.

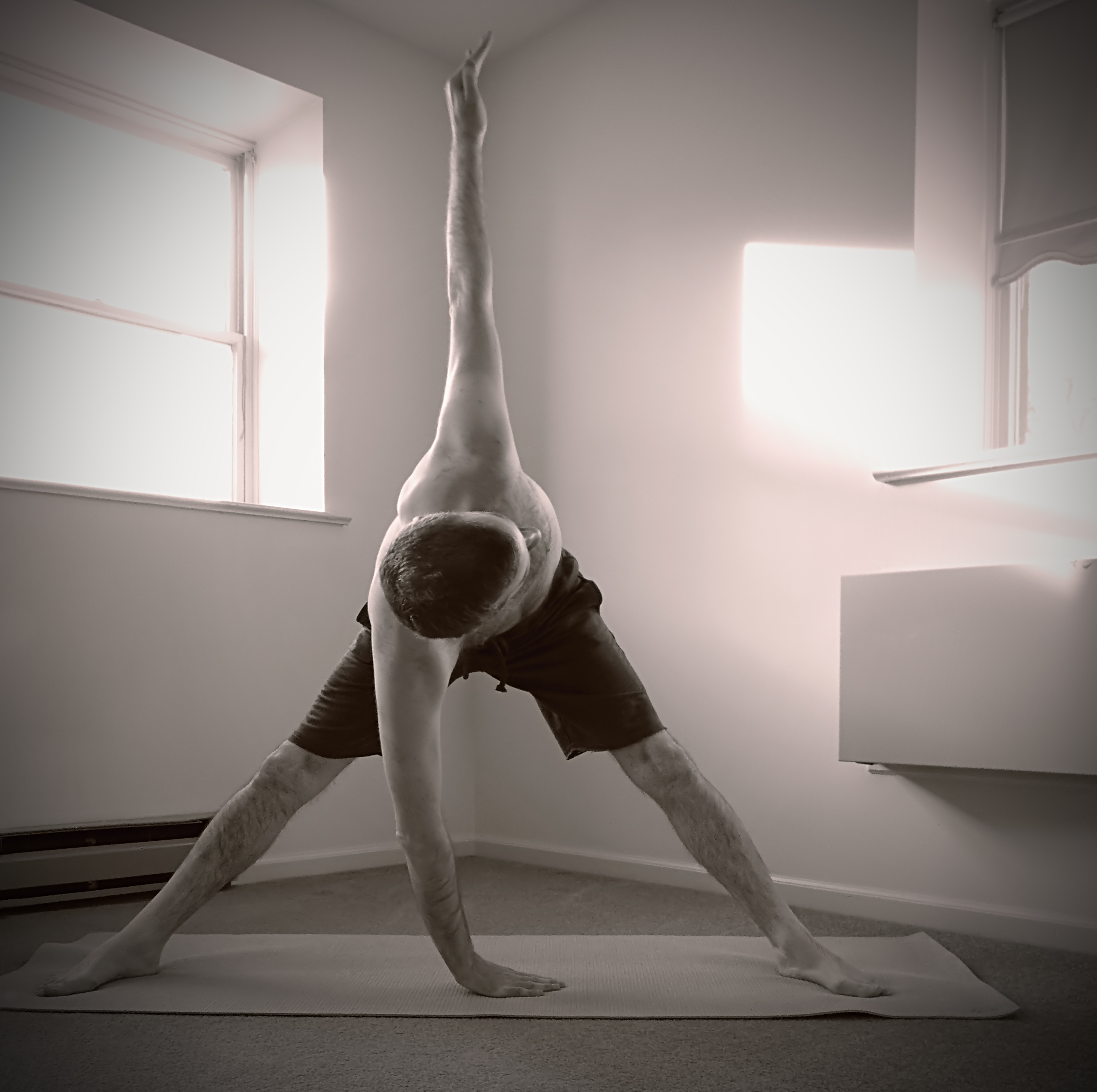
وضعیت آسیاب بادی،